# Nadezhdiana
Nadezhdiana is een kevergeslacht uit de familie van de boktorren (Cerambycidae). De wetenschappelijke naam van het geslacht werd voor het eerst geldig gepubliceerd in 1976 door Cherepanov.

## Soorten
Nadezhdiana is monotypisch en omvat slechts de volgende soort:
- Nadezhdiana villosa Tsherepanov, 1976